# Trận Verdun (1917)
Trận Verdun lần thứ hai là một chiến dịch tấn công của quân đội Pháp trên Mặt trận phía tây thời Chiến tranh thế giới thứ nhất, đã diễn ra từ ngày 20 tháng 8 cho đến ngày 9 tháng 9 năm 1917, gần Verdun, nước Pháp. Trong trận đánh này, Tập đoàn quân số 2 của Pháp dưới quyền chỉ huy của tướng Louis Guillaumat đã làm nên được những bước tiến quan trọng, giành lại những vị trí quan trọng như Đồi 304 và Mort-Homme từ tay Tập đoàn quân số 5 của Đế quốc Đức dưới quyền chỉ huy của Thái tử Wilhelm. Mặc dù phía Pháp chịu thiệt hại không nhỏ trong chiến dịch này, họ đã thu được một số lượng tù binh và khí giới đáng kể từ tay quân đội Đức. Với các chiến thắng tại Verdun và La Malmaison vào cuối năm 1917, Thống chế Pháp Philippe Pétain đã chứng tỏ hiệu quả của đường lối phát động những cuộc tấn công hạn chế với mục tiêu hạn chế, cũng như thành công của Pétain trong việc chỉnh đốn tình hình quân ngũ Pháp kể từ sau thất bại nặng nề của Chiến dịch tấn công Chemin des Dames.
Ngay từ cuối tháng 5 năm 1917, Pétain đã thông báo với Thống chế Douglas Haig của Anh rằng ông ta sẽ phát động một đợt tấn công tại Verdun vào giữa tháng 7 năm 1917, nhằm hỗ trợ cho chiến dịch tấn công của quân đội Anh tại vùng Flanders. Đợt tấn công tại Verdun cũng sẽ giúp cho người Pháp giành lại một khu vực đã bị mất trong Chiến dịch tấn công Verdun của người Đức năm 1916 ở sườn trái của họ, qua đó cải thiện tình hình của quân Pháp. Tuy nhiên, do tinh thần quân lực Pháp đang suy sụp kể từ sau thất bại tại Chemin des Dames, và do một số cuộc phản công thắng lợi của các lực lượng Đức tại Verdun vào giữa năm 1917, cuộc tấn công của Pháp đã bị đình hoãn cho đến khi quân Pháp bắt đầu tiến hành pháo kích từ ngày 11 tháng 8. Hàng triệu quả đạn pháo đã được bắn vào các vị trí phòng ngự của Đức, Guillaumat giao nhiệm vụ tấn công cho 4 quân đoàn của ông. Vào ngày 20 tháng 8, 8 sư đoàn của Pháp đã tiến công từ rừng Avocourt về phía tây tới Bezonvaux về phía đông, trên một mặt trận dài 24 km. Mặc dù Quân đoàn XIII của Pháp thất bại trong cuộc tấn công vào Đồi 304 từ bờ tây sông Meuse, quân Pháp dưới sự yểm trợ của pháo binh đã nhanh chóng đạt được mọi mục tiêu của mình trong ngày đầu. Lực lượng pháo binh Pháp cũng yểm trợ cho bộ binh bẻ gãy một số cuộc phản công của quân Đức. Hôm sau (24 tháng 8), quân đội Pháp cũng chiếm được Samogneux và Regneville. Tuy gặp nhiều khó khăn, quân Pháp đã giành được Đồi 304. Vào ngày 26 tháng 8, quân Pháp lại tiến công từ trận địa pháo Mormont tới rừng Chaume, và tiến đến tận ngoại ô phía nam của Beaumont.
Vào đầu tháng 9, quân Pháp tiếp tục phát động những cuộc tấn công hạn chế của mình, với sự tham gia của cả hai quân đoàn ở bờ đông sông Meuse và với sự chấp thuận của Pétain. Vào ngày 7 tháng 9, một đợt tấn công của Quân XV bị đẩy lùi, tuy nhiên vào ngày 8 tháng 9, Quân đoàn XXXII đã tấn công thắng lợi, mặc dù bị đánh thiệt hại nặng. Sau khi được sự tán đồng của tướng Émille Fayolle, Guillaumat tiếp tục tấn công và gặt hái thắng lợi. Mặc dù không chiếm được vị trí quan sát cuối cùng mà người Đức có thể nhìn thấy Verdun, Guillaumat đã thu được một số chiến hào đặc biệt quan trọng đối với hệ thống phòng ngự của Tập đoàn quân số 2. Tuy vậy, những cú thọc tiếp theo đã vấp phải các đợt phản kích mãnh liệt và hỏa lực pháo binh ác liệt của quân Đức. Do đó, Pétain quyết định chấm dứt tấn công, trước khi quân đội Đức có thể tập trung lực lượng trừ bị và pháo binh của mình. Sau chiến dịch tấn công Verdun, quân đội Pháp không mở một đợt tấn công lớn nào khác cho đến tháng 10.